# Roger Steen
Roger Steen (17 maggio 1992) è un pesista statunitense.

## Biografia
Veste per la prima volta la maglia della nazionale statunitense ai Campionati nord-centroamericani e caraibici di Freeport 2022, dove conquista la medaglia d'oro nel getto del peso, mentre l'anno successivo si classifica quarto nella medesima disciplina ai Giochi panamericani di Santiago del Cile.
Nel 2024 prende parte ai campionati mondiali indoor di Glasgow, terminando la gara del getto del peso in tredicesima posizione, ma alla successiva edizione di Nanchino 2025 riesce a conquistare la medaglia d'argento.

## Progressione

### Getto del peso
| Stagione | Misura     | Luogo         | Data      | Rank. Mond. |
| -------- | ---------- | ------------- | --------- | ----------- |
| 2025     | 21,62 m(i) | Nanchino      | 23-3-2025 |             |
| 2024     | 21,81 m    | Rovereto      | 3-9-2024  |             |
| 2023     | 22,08 m    | Tucson        | 19-5-2023 |             |
| 2022     | 21,47 m    | Marietta      | 2-7-2022  |             |
| 2021     | 20,52 m    | Memphis       | 15-8-2021 |             |
| 2020     | 20,48 m(i) | Albuquerque   | 15-2-2020 |             |
| 2019     | 20,36 m    | Troy          | 13-7-2019 |             |
| 2018     | 19,14 m    | Tucson        | 19-5-2018 |             |
| 2018     | 19,14 m    | Normal        | 14-4-2018 |             |
| 2017     | 19,87 m(i) | Albuquerque   | 4-3-2017  |             |
| 2016     | 19,97 m    | Rock Island   | 19-5-2016 |             |
| 2015     | 18,81 m(i) | Winston-Salem | 14-3-2015 |             |
| 2014     | 17,49 m(i) | Lincoln       | 15-3-2014 |             |
| 2013     | 17,52 m(i) | Naperville    | 9-3-2013  |             |
| 2012     | 15,76 m    | Oshkosh       | 18-5-2012 |             |

## Palmarès
| Anno | Manifestazione      | Sede              | Evento         | Risultato | Prestazione | Note                                     |
| ---- | ------------------- | ----------------- | -------------- | --------- | ----------- | ---------------------------------------- |
| 2022 | Campionati NACAC    | Freeport          | Getto del peso | Oro       | 20,78 m     |                                          |
| 2023 | Giochi panamericani | Santiago del Cile | Getto del peso | 4º        | 20,51 m     |                                          |
| 2024 | Mondiali indoor     | Glasgow           | Getto del peso | 13º       | 19,97 m     |                                          |
| 2025 | Mondiali indoor     | Nanchino          | Getto del peso | Argento   | 21,62 m     | Miglior prestazione personale stagionale |

## Campionati nazionali
2016
- 9º ai campionati statunitensi assoluti indoor, getto del peso - 18,69 m

2017
- 5º ai campionati statunitensi assoluti indoor, getto del peso - 19,87 m
- 8º ai campionati statunitensi assoluti, getto del peso - 19,70 m

2019
- 9º ai campionati statunitensi assoluti indoor, getto del peso - 18,25 m
- 18º ai campionati statunitensi assoluti, getto del peso - 19,01 m

2020
- 4º ai campionati statunitensi assoluti indoor, getto del peso - 20,48 m

2022
- Bronzo ai campionati statunitensi assoluti indoor, getto del peso - 21,07 m

2023
- 4º ai campionati statunitensi assoluti indoor, getto del peso - 20,65 m
- 8º ai campionati statunitensi assoluti, getto del peso - 21,12 m

2024
- Argento ai campionati statunitensi indoor, getto del peso - 21,47 m

2025
- Argento ai campionati statunitensi indoor, getto del peso - 21,28 m

## Altre competizioni internazionali
2024
- 6º al Prefontaine Classic ( Eugene), getto del peso - 20,78 m
- 8º al London Athletics Meet ( Londra), getto del peso - 20,15 m
- 9º al Kamila Skolimowska Memorial ( Chorzów), getto del peso - 20,47 m
- 7º al Weltklasse Zürich ( Zurigo), getto del peso - 20,44 m

2025
- Argento al Prefontaine Classic ( Eugene), getto del peso - 22,11 m